# Ängsvaxskivling
 Ängsvaxskivling  eller ängsvaxing (Hygrocybe pratensis) förekommer i hagar, på ängsmarker och i parker på gräsbevuxna backsluttningar under september till och med november.
Hatten är 4–8 centimeter i diameter, slät och har en gulröd till urbleknande gulaktig färg och krusig kant. Skivorna är glest sittande och av nedlöpande typ. Foten har en höjd på 4–8 centimeter och en diameter på 1–2 centimeter. Svampen sprider sig med sporer. 
Ängsvaxskivlingen var Bohusläns landskapssvamp tills 1999, då det beslutades att det istället skulle vara öronmussling.  
Ängsvaxskivlingen är ätlig och har blekt kött med mild smak. Den kan närmast förväxlas med lundvaxskivling.